# Sgarro alla camorra
Sgarro alla Camorra est un film italien réalisé par Ettore Maria Fizzarotti et sortì en 1973.
C'est le premier film joué par Mario Merola.

## Synopsis
Andrea Staiano est un jeune homme de Cetara qui finit en prison, piégé par le boss napolitain Enrico Cecere. Après sept ans de détention, il est libéré et retourne chez lui. Avec l'aide de son ami Pietro, il arme un bateau de pêche qui lui permet de gagner honnêtement sa vie. Cependant, l'ombre de la camorra plane sur lui. Angela, la compagne de Cecere, l'informe que sa libération anticipée de prison est due à l'intercession de certains notables du milieu du crime organisé et que, en compensation, il devra faire quelques sales boulots. En réalité, le plan de Cecere est de faire éliminer Andrea Staiano qui n'aime pas de travailler pour lui.

## Distribution
- Mario Merola : Andrea Staiano
- Giuseppe Anatrelli : Cecere
- Aldo Bufi Landi : O' Scicco
- Enzo Cannavale : Vicienzo
- Franco Acampora : Pietro